# Лоренс, Джордж Ньюболд
Джордж Ньюболд Лоренс (англ. George Newbold Lawrence) — американский бизнесмен и орнитолог-любитель, который первым описал многие виды птиц.

## Биография
Родился и умер в Нью-Йорке. С ранних лет увлекался наблюдением за птицами. С шестнадцатилетнего возраста работал в конторе отца, в двадцать лет стал его партнером.

## Вклад в науку
Вместе со Спенсером Фуллертоном Бэрдом и Джоном Кассином он опубликовал сочинение «Birds of North America» («Птицы Северной Америки»). Свою коллекцию из 8000 чучел птиц он завещал Американскому музею естественной истории. Джон Кассин назвал в его честь маскированного чижа — Carduelis lawrencei (ныне Spinus lawrencei).
Жена Лоренса скончалась через пять дней после его смерти. Их состояние унаследовали двое сыновей.